# بلطجي زاده مصطفى باشا
بلطجي زاده مصطفى باشا سياسي عثماني شغل منصب والي مصر في الفترة من 1753 حتى 1756.

## أنظر أيضا
- فرقة الجنود حاملي البلطة في الجيش العثماني (بلطجية).